# Agrilus waltersi
Agrilus waltersi är en skalbaggsart som beskrevs av Nelson 1985. Agrilus waltersi ingår i släktet Agrilus och familjen praktbaggar. Inga underarter finns listade i Catalogue of Life.